# Michotamia praeacuta
Michotamia praeacuta là một loài ruồi trong họ Asilidae. Michotamia praeacuta được Wulp miêu tả năm 1898. Loài này phân bố ở miền Ấn Độ - Mã Lai.